# Linia kolejowa Pardubice – Jaroměř – Liberec
Linia kolejowa Pardubice – Jaroměř – Liberec – jednotorowa, częściowo zelektryfikowana linia kolejowa w Czechach. Łączy Pardubice i Liberec przez Hradec Králové, Jaroměř i Turnov. Przebiega przez trzy kraje: pardubicki, hradecki i liberecki.